# Komatsushima
Komatsushima (小松島市, Komatsushima-shi) est une ville du Japon située sur l'île de Shikoku, dans la préfecture de Tokushima, au Japon.

## Géographie

### Situation
Komatsushima est située dans l'est de la préfecture de Tokushima, au bord de la mer intérieure de Seto.

### Démographie
En octobre 2021, la population de la ville de Komatsushima était de 36 448 habitants pour une superficie de 45,37 km2.

## Histoire
Le village moderne de Kōshi est créé en 1889. Il obtient le statut de bourg en 1908, puis de ville le 1er juin 1951.

## Culture locale et patrimoine
La ville de Komatsushima abrite le Onzan-ji et le Tatsue-ji, deux temples bouddhiques qui sont respectivement la 18e et la 19e étape du pèlerinage de Shikoku.

## Transports
La ville est desservie par la ligne Mugi de la JR Shikoku.
Des bus municipaux ont parcouru les rues de Komatsushima pendant 64 ans. Depuis le 1er avril 2015, l'ensemble de l'activité a été transféré à la compagnie Tokushima Bus,.
La ville possède un port.

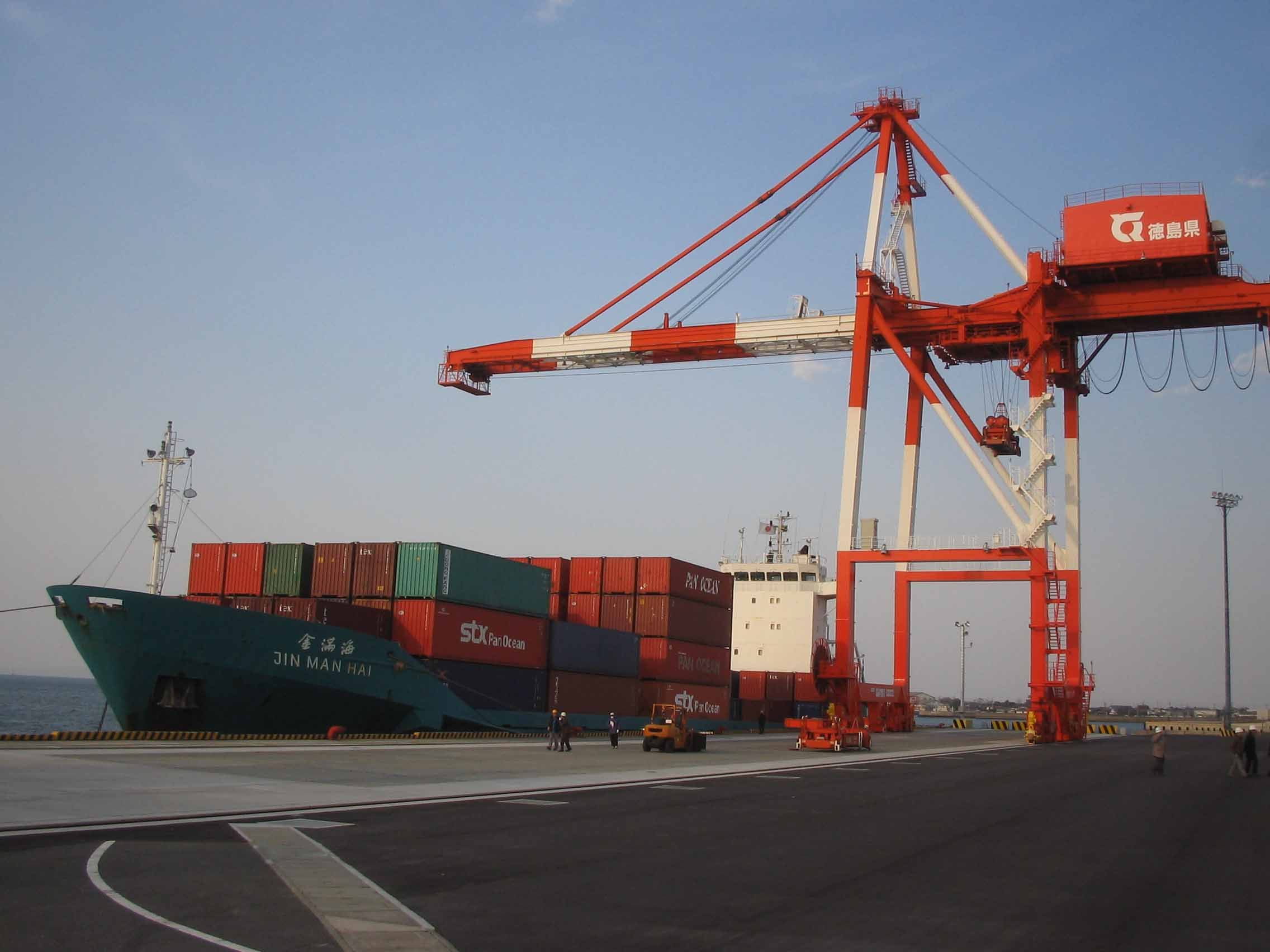
Port de Komatsushima.
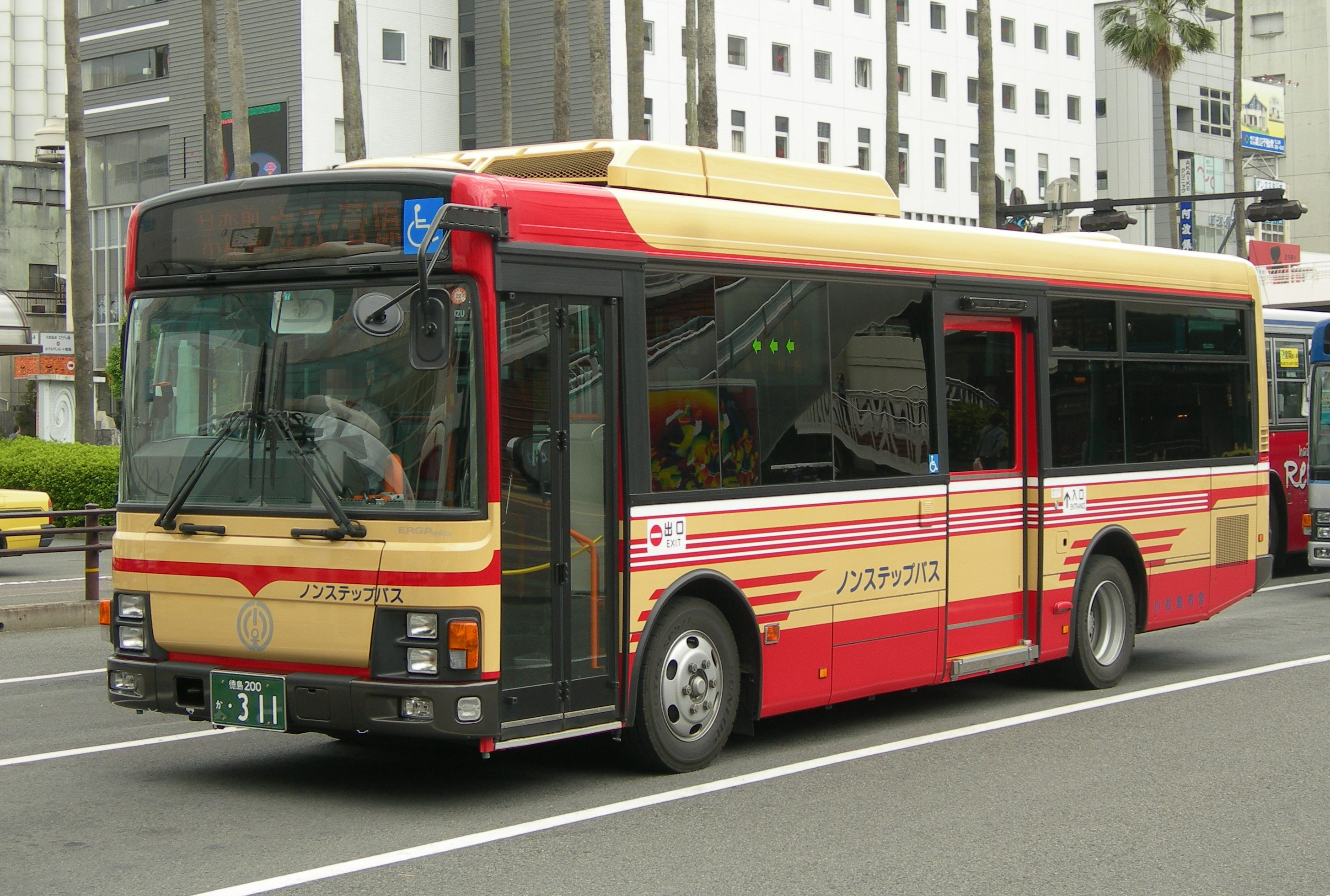
Ancien bus municipal.